# Scaligeria transcaspica
Scaligeria transcaspica är en flockblommig växtart som beskrevs av Jevgenij Korovin. Scaligeria transcaspica ingår i släktet Scaligeria och familjen flockblommiga växter. Inga underarter finns listade i Catalogue of Life.